# عبدالعلی صاحب‌محمدی
عبدالعلی صاحب‌محمدی (زاده ۱۳۴۰ دزفول) سیاست‌مدار و مدیر ارشد اجرایی ایرانی است، که از سال ۱۳۸۶ تا ۱۳۸۸ در دولت دهم، برای مدت بیش از ۲ سال، بعنوان استاندار هرمزگان فعالیت نمود. وی در فاصله سال‌های ۱۳۸۸ تا ۱۳۹۲ معاون وزیر راه و شهرسازی و مدیرعامل راه‌آهن جمهوری اسلامی ایران بود. از سایر سوابق شغلی او می‌توان به معاونت استانداری لرستان،ریاست سازمان شهرداری‌ها و دهیاری‌های کشور، قائم‌مقام معاون خدمات شهری در شهرداری تهران و شهردار اندیمشک اشاره کرد. وی در حال حاضر بعنوان مدیر اموال و املاک و معاون ستاد اجرایی فرمان امام فعالیت می‌کند.